# Gigantes de Adjuntas
I Gigantes de Adjuntas sono una franchigia pallavolistica maschile portoricana, con sede a Adjuntas: militano nella Liga de Voleibol Superior Masculino.

## Storia
I Gigantes de Adjuntas vengono fondati nel 1960, quando debuttano nella Liga de Voleibol Superior Masculino collezionando sei sconfitte in altrettanti incontri nel sezione sud-est del torneo, cessando immediatamente le proprie attività. Tredici anni dopo, nel 1973, la franchigia torna attiva, centrando immediatamente la vittoria dello scudetto, sconfiggendo in cinque incontri i Cafeteros de Yauco. 
Dopo la mancata disputa del massimo torneo portoricano nel 1974, tornano in campo per la Liga de Voleibol Superior Masculino 1975 agguantando nuovamente la finale contro i Cafeteros de Yauco: a causa degli scontri tra le due tifoserie, sul risultato di 3-3 non viene tuttavia disputato il decisivo settimo incontro tra le due formazioni, lasciando la serie non conclusa. Negli anni successivi i risultati della franchigia precipitano vertiginosamente, vedendola sempre piazzarsi in posizioni di bassa classifica. Dopo la riforma del campionato e la creazione di due livelli gerarchici, i Gigantes sono rilegati sempre nella Sezione B, che lasciano solo col ritorno al girone unico, dopo il quale fanno rilevare qualche miglioramento, stazionando in medio-alta classifica. 
Dopo aver raggiunto le semifinali due anni prima, nella Liga de Voleibol Superior Masculino 2006 i Gigantes de Adjuntas centrano la seconda finale scudetto della propria storia, uscendo questa volta sconfitti contro i Changos de Naranjito. Dopo altre due stagioni in chiaroscuro, nel 2009 la franchigia cessa di esistere cedendo il proprio titolo sportivo ai Caribes de San Sebastián. Due anni più tardi, in seguito a una espansione del torneo, i Gigantes tornano attivi per il campionato 2011-12, al termine del quale spariscono nuovamente dalla scena pallavolistica portoricana, cedendo in questo caso il titolo sportivo ai Maratonistas de Coamo.
Tornano a calcare insieme ai Cafeteros de Yauco il palcoscenico della Liga de Voleibol Superior Masculino nella stagione 2017, sfruttando una nuova espansione della lega, finendo però per scomparire dopo appena due annate. Nel 2023 tornano in attività grazie all'acquisto del titolo dei Patriotas de Lares.

## Rosa 2024
| N° | Nome                 | Ruolo | Data di nascita   | Nazionalità sportiva |
| -- | -------------------- | ----- | ----------------- | -------------------- |
| 1  | Luis Ruiz            | P     | 17 maggio 1993    | Porto Rico           |
| 2  | Cristian Encarnación | S     | 3 settembre 1993  | Porto Rico           |
| 3  | Alberto Meléndez     | S     | 20 agosto 1996    | Porto Rico           |
| 4  | Samuel Colón         | S     | 16 ottobre 1999   | Porto Rico           |
| 5  | Alejandro Irizarry   | C     | 29 luglio 2000    | Porto Rico           |
| 6  | Heriberto Maldonado  | C     | 5 dicembre 2002   | Porto Rico           |
| 8  | Richard Diedrich     | C     | 3 dicembre 1997   | Stati Uniti          |
| 9  | Roberto Pérez        | S     | 28 aprile 1995    | Porto Rico           |
| 10 | Joymar Arocho        | L     | 13 luglio 1995    | Porto Rico           |
| 11 | José Mulero          | L     | 25 ottobre 1991   | Porto Rico           |
| 11 | Erick Ramos          | S     | 16 marzo 1996     | Porto Rico           |
| 12 | Christian Burgos     | O     | 24 marzo 1996     | Porto Rico           |
| 15 | Francisco Pomar      | P     | 2 febbraio 2000   | Porto Rico           |
| 23 | William Rivera       | S     | 23 settembre 2000 | Porto Rico           |
| 24 | Nomar Galarza        | O     | 16 maggio 1998    | Porto Rico           |
| 28 | Luis Fraticelli      | S     | 16 luglio 1991    | Porto Rico           |
| -  | Wilmer Hernández     | L     | 8 gennaio 2001    | Porto Rico           |

## Palmarès
- Campionato portoricano: 1

1973